# Einblütiges Hornkraut
Das Einblütige Hornkraut (Cerastium uniflorum) auch Einblüten-Hornkraut genannt, ist eine Pflanzenart aus der Gattung der Hornkräuter (Cerastium) innerhalb der Familie der Nelkengewächse (Caryophyllaceae) gehört.

## Beschreibung

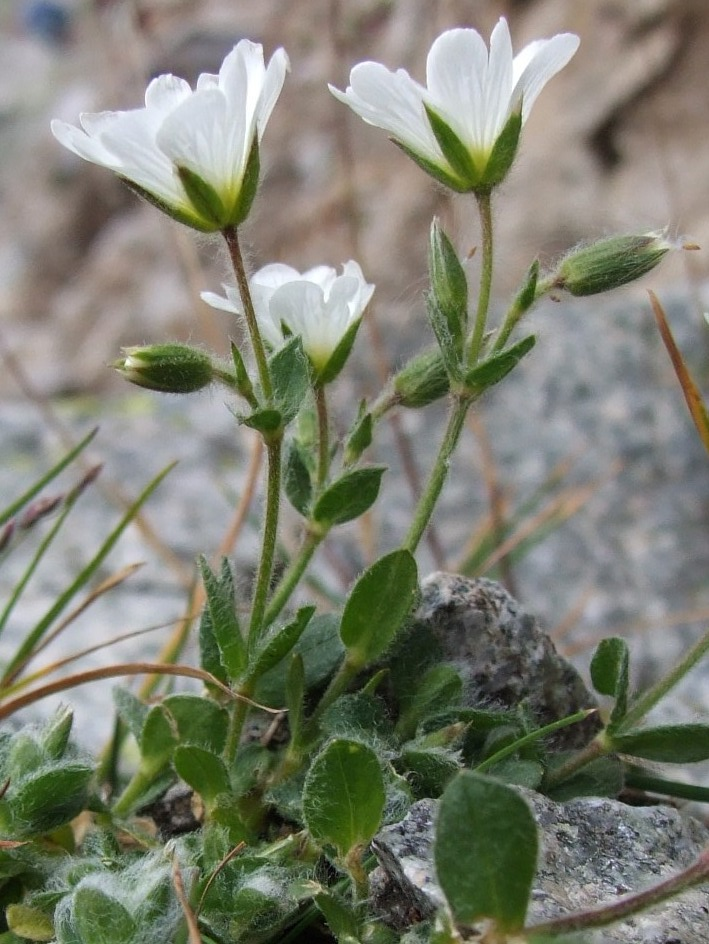
Laubblätter und Blüten von der Seite, gut zu erkennen sind die freien Kelchblätter

### Vegetative Merkmale
Das Einblütige Hornkraut ist eine ausdauernde krautige Pflanze und erreicht Wuchshöhen von 5 bis 10 Zentimetern. Sie bildet dichte Polsterrasen mit vielen sterilen Trieben. Die Stängel sind aufrecht oder aufsteigend, kurz zottig und gegen den Grund zu mit vielen gehäuften kleineren Blättern.
Die gegenständigen Laubblätter sind spatelig bis eiförmig-lanzettlich und behaart. Die unteren Laubblätter sind spatelförmig bis linealisch und in einen Stiel verschmälert.

### Generative Merkmale
Die Blütezeit reicht von Juni bis September. Die Blütenstände enthalten ein bis drei Blüten. Die Blütenstiele sind behaart.
Die zwittrigen Blüten ist bei einem Durchmesser von 2 bis 3 Zentimetern radiärsymmetrisch und fünfzählig mit doppelter Blütenhülle. Die fünf freien Kelchblätter sind eiförmig, schmal hautrandig und drüsig behaart. Die Kronblätter 1,5-mal bis über doppelt  bis zu doppelt so lang wie die Kelchblätter. Die fünf Kronblätter sind tief eingeschnitten, weiß mit dunkleren Nerven.
Die Kapselfrucht ist bei einer Länge von etwa 12 Millimetern sowie einem Durchmesser von etwa 4 Millimetern aus bauchigem Grund zylindrisch, und zehnzähnig. Die Samen haben einen Durchmesser von 1,5 bis 2 Millimetern.
Die Chromosomenzahl beträgt 2n = 36.

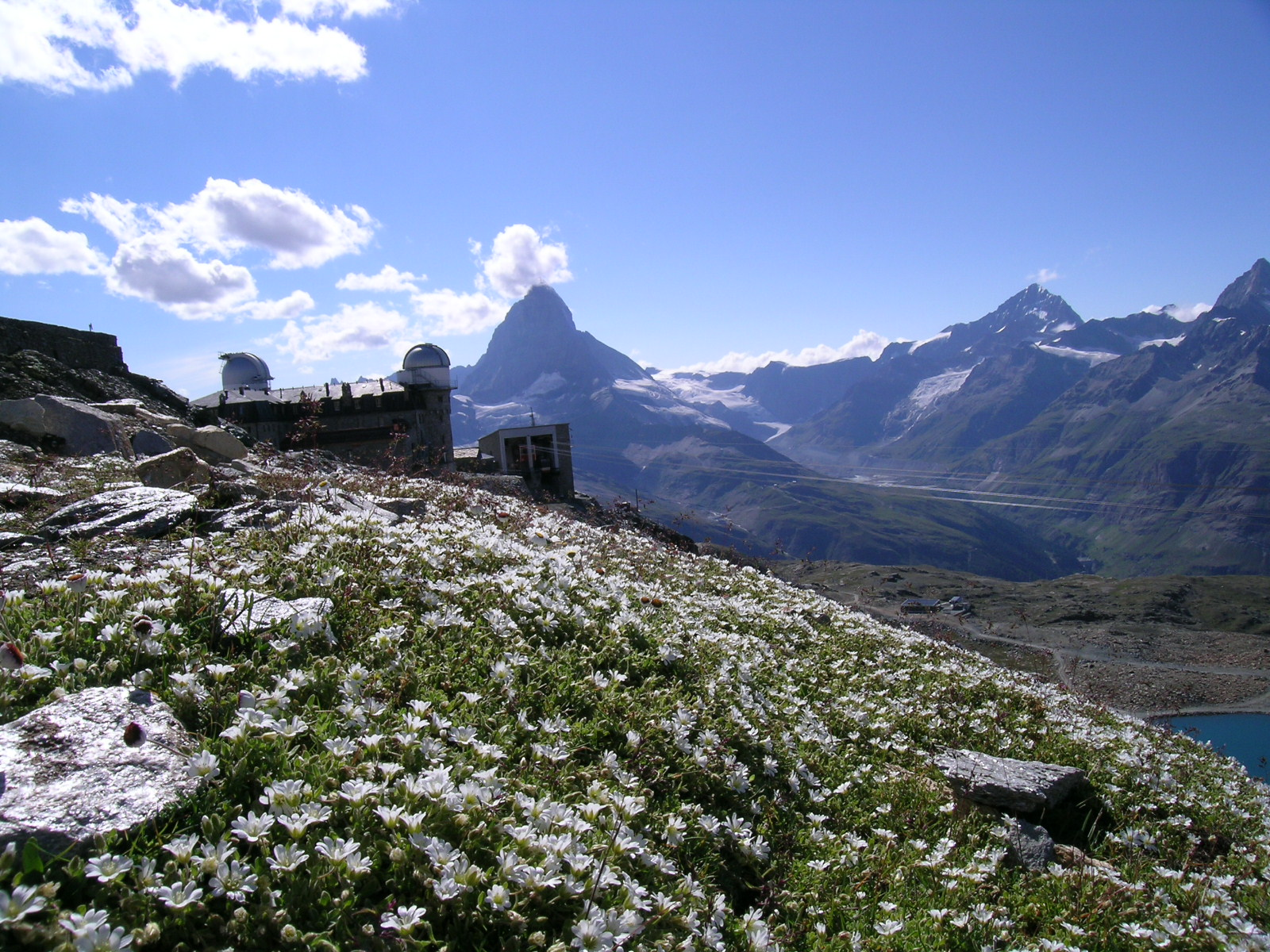
Einblütiges Hornkraut am Gornergrat mit Blick aufs Matterhorn

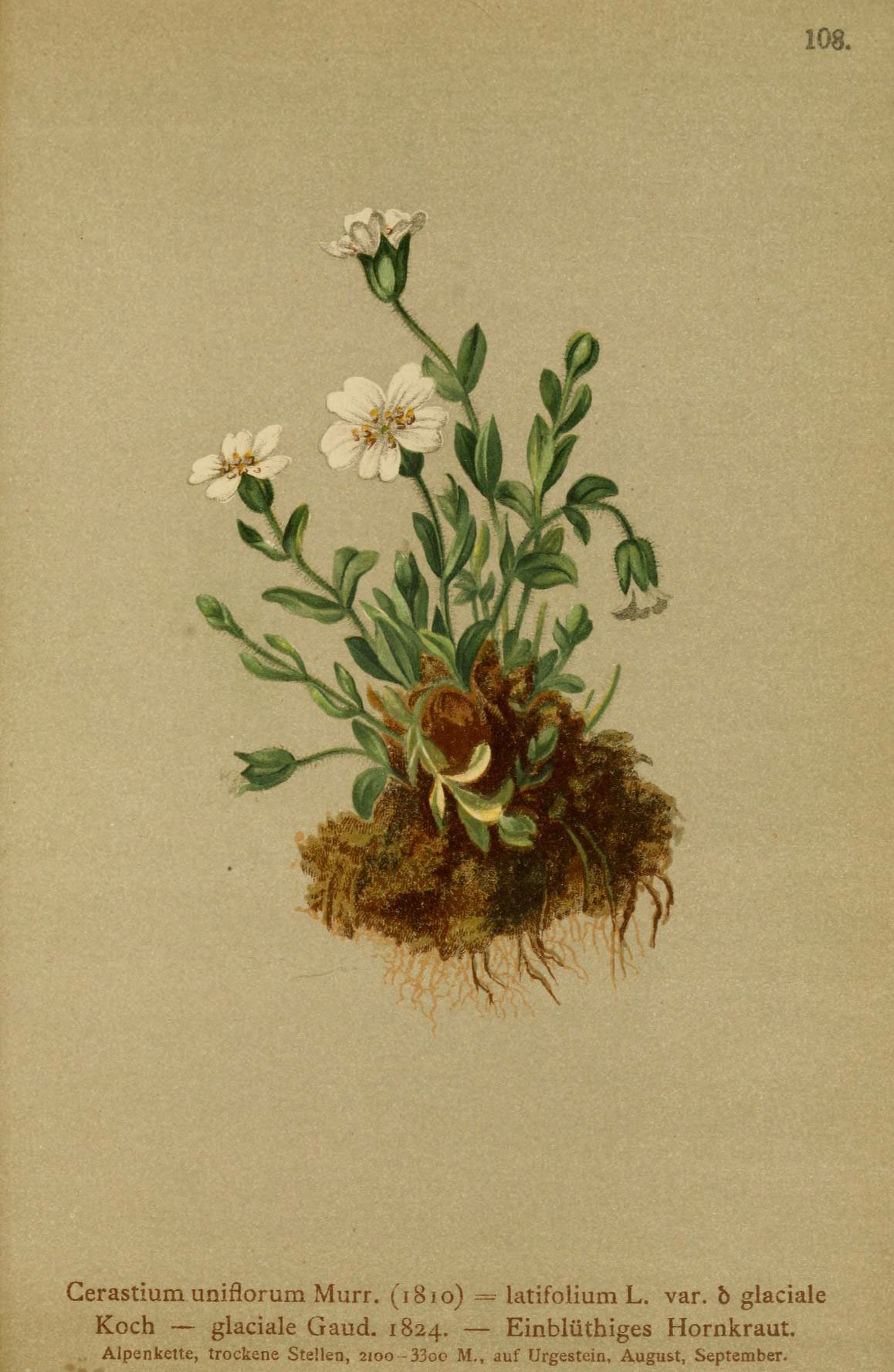
Illustration aus Atlas der Alpenflora, Tafel 108

## Vorkommen
Das Einblütiges Hornkraut gedeiht in europäischen Gebirgen. Es gibt Fundortangaben für Frankreich, Italien, die Schweiz, Österreich, Deutschland, Polen, Slowenien und die Slowakei vor. In Österreich kommt das Einblütiges Hornkraut mäßig häufig bis häufig vor und fehlt in den Bundesländern Wien, Burgenland sowie Niederösterreich. In Deutschland fehlt das Einblütiges Hornkraut in den Allgäuer Alpen.
Das Einblütiges Hornkraut gedeiht auf kalkarmen, steinigen Böden, Schutt, Fels, Pionierrasen am besten. Es kommt in Höhenlagen von 1900 bis Metern in den alpinen bis subnivalen Höhenstufen vor. Es wächst in Pflanzengesellschaften des Verbands Androsacion alpinae, kommt aber auch in anderen Pflanzengesellschaften der Klasse Thlaspietea rotundifolii vor.  Die 3400 Meter Höhe erreicht es am Piz Kesch und am Piz Bernina.
Die ökologischen Zeigerwerte nach Landolt et al. 2010 sind in der Schweiz: Feuchtezahl F = 3 (mäßig feucht), Lichtzahl L = 5 (sehr hell), Reaktionszahl R = 2 (sauer), Temperaturzahl T = 1 (alpin und nival), Nährstoffzahl N = 2 (nährstoffarm), Kontinentalitätszahl K = 3 (subozeanisch bis subkontinental).

## Taxonomie
Die Erstbeschreibung von Cerastium uniflorum erfolgte 1811 durch Joseph Philippe de Clairville in Manuel d’herborisation en Suisse et en Valais, Seite 147. Ein Synonym für Cerastium uniflorum Clairv. ist Cerastium latifolium subsp. uniflorum (Clairv.) Dostál.